# 杜顺德
杜顺德（1900年—1985年），號慎先，男，四川遂宁人，中国儿科学家，曾任华西协合大学教授，四川医学院教授。